# James Clear
James Clear (Hamilton, Ohio; 1986. november 22. –) amerikai író, világhírű szokásszakértő. Az Atomi szokások című nemzetközi bestseller szerzője, amelyből világszerte több mint 20 millió példányt adtak el, és számos nyelvre lefordították, köztük magyarra is.

## Korai évek és tanulmányok
Clear  az Ohio állambeli Hamiltonban nevelkedett, 2008-ban szerzett diplomát biomechanikából a Denison Egyetemen.

## Életút
A Denison egyetem elvégzése után Clear sportolók és vezetők teljesítményedzőjeként kezdte karrierjét. Ezután vágott bele az írásba és kezdett el a teljesítményoptimalizálással kapcsolatos szakértelmére hagyatkozva  előadásokat tartani, hogy segítsen az embereknek és szervezeteknek hatékonyságuk növelésében és céljaik hathatós elérésében.

## Könyve
2012-ben írt először az önfejlesztésről, 2018-ban kiadott könyve,  az Atomi szokások (Atomic Habits) hatalmas siker lett, számos nyelvre lefordították, több mint 20 millió példányban kelt el belőle világszerte. Méltatói szerint az Atomi szokások átalakítja a haladással és sikerrel kapcsolatos gondolkodásmódot; a szükséges stratégia és az elengedhetetlen eszközök segítségével útmutatót ad a szokások átalakításához.

## Bibliográfia
- James Clear Atomi szokások (Fordította Kovács Zsuzsa) MotiBoks, Budapest, 2020 ISBN 9786155420818
- James Clear Atomic Habits Penguin, London, 2018 ASIN: B07RFSSYBH (eredeti)